# 青木るえか
青木 るえか（あおき るえか、1962年 - ）は、エッセイスト。

## 人物・来歴
東京都出身。主婦。「るえか」は「かえる」を逆にした筆名。女子美術大学卒業。『本の雑誌』で間抜けな主婦としての自分を書くエッセイで人気を博し、『週刊朝日』『週刊文春』などに連載を持つ。OSK日本歌劇団のトップスター・大貴誠（2007年退団）のファンであり、『OSKを見にいけ』を著している。
夫は青木宏・徳島文理大学教授（1958-　、犯罪心理学者）

## 著作
- 『私はハロン棒になりたい』本の雑誌社 2001  「主婦でスミマセン」角川文庫
- 『主婦は踊る』角川文庫 2003
- 『主婦の旅ぐらし』角川文庫 2004
- 『青木るえかの女性自身』本の雑誌社 2004
- 『主婦は一日にして成らず』角川文庫 2005
- 『主婦でイキます!』幻冬舎文庫 2006
- 『OSKを見にいけ!』青弓社 2008
- 『猫の品格』文春新書 2009
- 『定年がやってくる　妻の本音と夫の心得』ちくま新書、2014